# Кантон (Іллінойс)
Кантон (англ. Canton) — місто (англ. city) в США, в окрузі Фултон штату Іллінойс. Населення — 13 242 особи (2020).

## Географія
Кантон розташований за координатами 40°33′45″ пн. ш. 90°2′26″ зх. д. / 40.56250° пн. ш. 90.04056° зх. д. (40.562592, -90.040518).  За даними Бюро перепису населення США в 2010 році місто мало площу 20,89 км², з яких 20,47 км² — суходіл та 0,42 км² — водойми.

## Демографія
Згідно з переписом 2010 року, у місті мешкали 14 704 особи в 5406 домогосподарствах у складі 3317 родин. Густота населення становила 704 особи/км².  Було 5962 помешкання (285/км²).
Расовий склад населення:
| - 86,1 % — білих - 8,2 % — чорних або афроамериканців - 0,5 % — корінних американців - 0,5 % — азіатів - 3,7 % — осіб інших рас |

До двох чи більше рас належало 1,0 %. Частка іспаномовних становила 4,5 % від усіх жителів.
За віковим діапазоном населення розподілялося таким чином: 19,4 % — особи молодші 18 років, 63,6 % — особи у віці 18—64 років, 17,0 % — особи у віці 65 років та старші. Медіана віку мешканця становила 39,1 року. На 100 осіб жіночої статі у місті припадало 120,9 чоловіків;  на 100 жінок у віці від 18 років та старших — 125,5 чоловіків також старших 18 років.
Середній дохід на одне домашнє господарство  становив 49 890 доларів США (медіана — 37 643), а середній дохід на одну сім'ю — 59 558 доларів (медіана — 51 694). Медіана доходів становила 40 857 доларів для чоловіків та 26 618 доларів для жінок. За межею бідності перебувало 19,2 % осіб, у тому числі 25,6 % дітей у віці до 18 років та 10,6 % осіб у віці 65 років та старших.
Цивільне працевлаштоване населення становило 5858 осіб. Основні галузі зайнятості: освіта, охорона здоров'я та соціальна допомога — 29,9 %, роздрібна торгівля — 15,1 %, виробництво — 13,1 %.